# Amtsgericht Minden

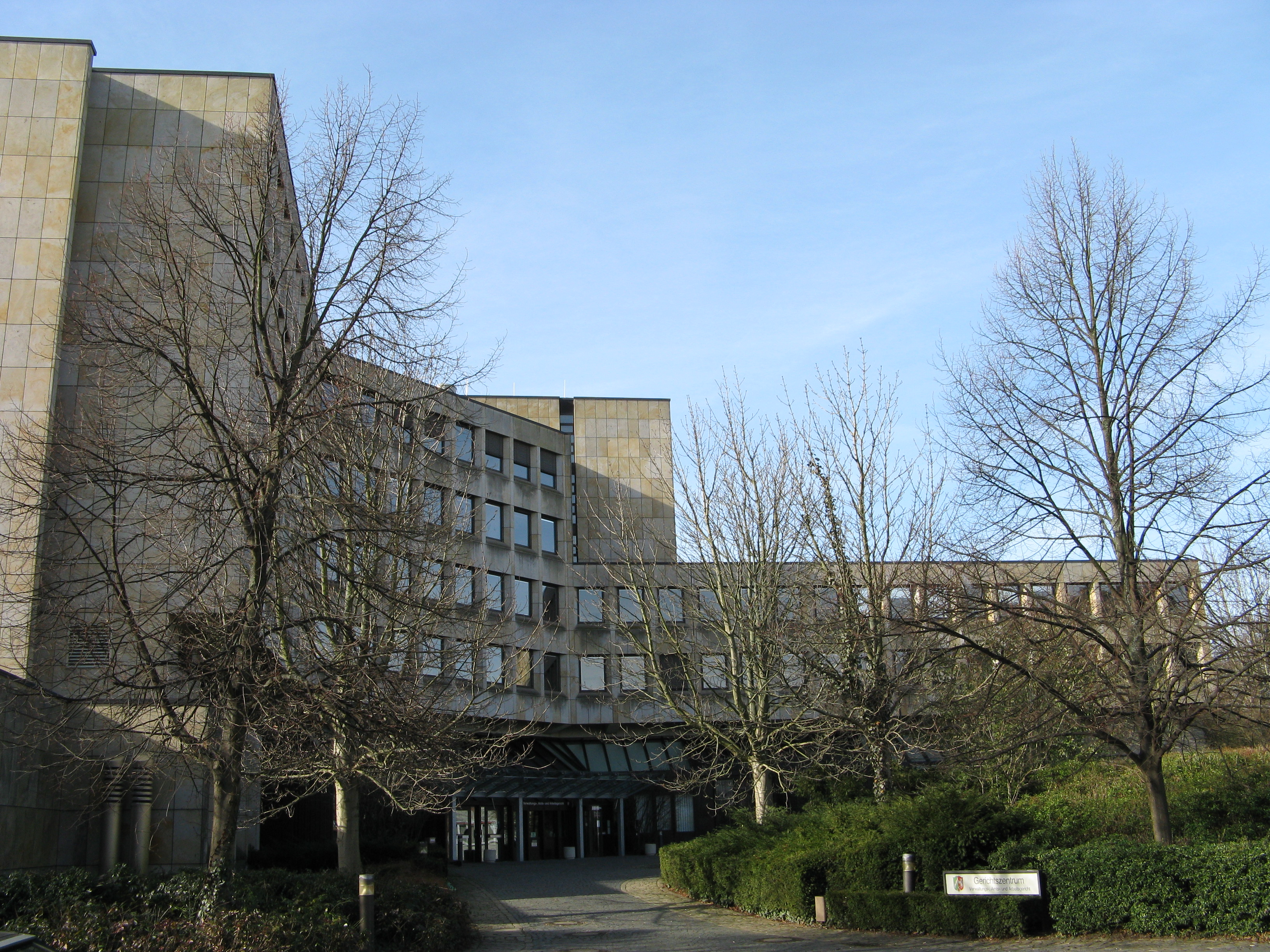
Gerichtszentrum Minden

Das Amtsgericht Minden ist ein Gericht der ordentlichen Gerichtsbarkeit mit Sitz in der ostwestfälischen Stadt Minden. Es ist zusammen mit dem Verwaltungsgericht Minden und dem Arbeitsgericht Minden im Gerichtszentrum am Königswall im westlichen Stadtzentrum untergebracht.

## Bezirk und Aufgaben
Das Amtsgericht (AG) Minden ist für die 80.000 Einwohner der Stadt Minden, die 26.000 Einwohner der Stadt Petershagen, die 36.000 Einwohner der Stadt Porta Westfalica und die 16.000 Einwohner der Gemeinde Hille und damit für 158.000 Einwohner im Kreis Minden-Lübbecke zuständig. Es ist eines von zehn Amtsgerichten im Landgerichtsbezirk Bielefeld.
Die Aufgaben betreffen Straf- und Bußgeldsachen ebenso wie Zivilrechtsstreitigkeiten. Darüber hinaus erledigt das Amtsgericht im Rahmen der freiwilligen Gerichtsbarkeit auftretende Arbeiten. Zentrales Mahngericht ist wie für alle Gerichte im Oberlandesgerichtsbezirk Hamm und im Oberlandesgerichtsbezirk Düsseldorf das Amtsgericht Hagen.
Als Schifffahrtsgericht ist das Mindener Amtsgericht außerdem zuständig für Zivil- und Strafsachen, die mit der Binnenschifffahrt zusammenhängen. Der Zuständigkeitsbereich geht weit über den eigentlichen Gerichtsbezirk hinaus und umfasst nicht nur den nordrhein-westfälischen Teil der Weser und des Mittellandkanals, sondern auch den hessischen und niedersächsischen Teil von Werra und Fulda sowie der Weser abwärts bis Nienburg/Weser einschließlich, ferner den niedersächsischen Teil des Mittellandkanals einschließlich seiner Zweigkanäle.

## Übergeordnete Gerichte
Dem Amtsgericht Minden übergeordnet ist das Landgericht Bielefeld, das wiederum zum Bezirk des Oberlandesgericht Hamm gehört.

## Geschichte

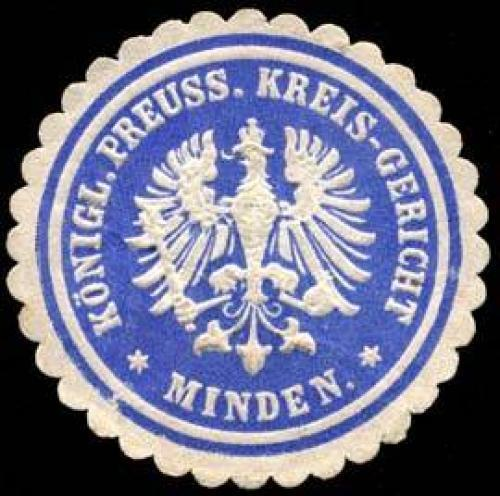
Siegelmarke Königlich Preussisches Kreis - Gericht - Minden

1815 wurde ein Land- und Stadtgericht eingerichtet, dem 1817 ein Teil des Stadt- und Landgerichtsbezirkes Hausberge angegliedert wurde. Mit der Verordnung vom 2. Januar 1849 wurde dieses Gericht in das Königliche Kreisgericht Minden umgewandelt.
Im Rahmen der Reichsjustizgesetze wurden 1879 reichsweit einheitlich Oberlandes-, Land- und Amtsgerichte gebildet.
Das königlich preußische Amtsgericht Minden wurde mit Wirkung zum 1. Oktober 1879 als eines von 14 Amtsgerichten im Bezirk des Landgerichtes Bielefeld im Bezirk des Oberlandesgericht Hamm gebildet. Der Sitz des Gerichts war die Stadt Minden.
Sein Gerichtsbezirk umfasste den Kreis Minden außer den Teilen, die den Amtsgerichte Oeynhausen, Petershagen und Vlotho zugeordnet waren.
Am Gericht bestanden 1880 fünf Richterstellen. Das Amtsgericht war damit ein großes Amtsgericht im Landgerichtsbezirk.

## Gerichtsgebäude
Das Königliche Amtsgericht mit angeschlossenem Gerichtsgefängnis hatte seinen Sitz in der Kampstraße. Im Krieg wurde das Gebäude durch zwei Fliegerbomben zerstört, 1953 konnte das wiederaufgebaute Gebäude erneut bezogen werden. 1984 wurde das neu errichtete Gerichtszentrum bezogen.
Das ehemalige Kreisgerichtsgefängnis Königswall 89 steht unter Denkmalschutz.